# Second Division 1973-1974
La stagione 1973-1974 è stata la settantunesima edizione della Second Division, secondo livello del campionato di calcio inglese. Il capocannoniere del torneo fu Duncan McKenzie del Nottingham Forest con 26 reti.

## Classifica finale
Da questa stagione la Football League decise di vicizzare i suoi tornei portando a tre le promozioni e retrocessioni fra di essi.
|  | Pos. | Squadra           | Pt | G  | V  | N  | P  | GF | GS | GF GS |
|  | ---- | ----------------- | -- | -- | -- | -- | -- | -- | -- | ----- |
|  | 1    | Middlesbrough     | 65 | 42 | 27 | 11 | 4  | 77 | 30 | 2.57  |
|  | 2    | Luton Town        | 50 | 42 | 19 | 12 | 11 | 64 | 51 | 1.25  |
|  | 3    | Carlisle Utd      | 49 | 42 | 20 | 9  | 13 | 61 | 48 | 1.27  |
|  | 4    | Leyton Orient     | 48 | 42 | 15 | 18 | 9  | 55 | 42 | 1.31  |
|  | 5    | Blackpool         | 47 | 42 | 17 | 13 | 12 | 57 | 40 | 1.43  |
|  | 6    | Sunderland        | 47 | 42 | 19 | 9  | 14 | 58 | 44 | 1.32  |
|  | 7    | Nottingham Forest | 45 | 42 | 15 | 15 | 12 | 57 | 43 | 1.33  |
|  | 8    | West Bromwich     | 44 | 42 | 14 | 16 | 12 | 48 | 45 | 1.07  |
|  | 9    | Hull City         | 43 | 42 | 13 | 17 | 12 | 46 | 47 | 0.98  |
|  | 10   | Notts County      | 43 | 42 | 15 | 13 | 14 | 55 | 60 | 0.92  |
|  | 11   | Bolton            | 42 | 42 | 15 | 12 | 15 | 44 | 40 | 1.10  |
|  | 12   | Millwall          | 42 | 42 | 14 | 14 | 14 | 51 | 51 | 1.00  |
|  | 13   | Fulham            | 42 | 42 | 16 | 10 | 16 | 39 | 43 | 0.91  |
|  | 14   | Aston Villa       | 41 | 42 | 13 | 15 | 14 | 48 | 45 | 1.07  |
|  | 15   | Portsmouth        | 40 | 42 | 14 | 12 | 16 | 45 | 62 | 0.73  |
|  | 16   | Bristol City      | 38 | 42 | 14 | 10 | 18 | 44 | 54 | 0.87  |
|  | 17   | Cardiff City      | 36 | 42 | 10 | 16 | 16 | 49 | 62 | 0.79  |
|  | 18   | Oxford Utd        | 36 | 42 | 10 | 16 | 16 | 35 | 46 | 0.76  |
|  | 19   | Sheffield Weds    | 35 | 42 | 12 | 11 | 19 | 51 | 63 | 0.81  |
|  | 20   | Crystal Palace    | 34 | 42 | 11 | 12 | 19 | 43 | 56 | 0.77  |
|  | 21   | Preston N.E.      | 31 | 42 | 9  | 14 | 19 | 40 | 62 | 0.65  |
|  | 22   | Swindon Town      | 25 | 42 | 7  | 11 | 24 | 36 | 72 | 0.50  |

### Verdetti
- Middlesbrough, Luton Town e Carlisle United promosse in First Division 1974-1975.
- Crystal Palace, Preston North End e Swindon Town retrocesse in Third Division 1974-1975.